# ガスパーレ・ランディ
ガスパーレ・ランディ（Gaspare Landi、1756年1月6日 - 1830年2月28日）は、新古典主義時代のイタリアの画家で、ローマや故郷のピアチェンツァで活動した。

## 略歴
イタリア北東部のピアチェンツァで生まれた。父親は貴族の出身であったが、借金に苦しみ、ブレシアに移り仕立て屋になった。ガスパーレ・ランディはパルマ公爵の宮廷の役人をしていた叔父に預けられた。ピアチェンツァの画家から絵を学んだ後、ブレシアの私立の美術学校で学んだ。
1772年からステンドグラス画家の弟子になった。1774年に結婚し、その後数年間、肖像画や宗教画を描いた。1780年にロンバルディアの貴族の支援を得て、ローマで修行することができた。ローマではドメニコ・コルヴィ(Domenico : 1721–1803)やポンペオ・バトーニ(1708-1787)に学び、新古典主義の先駆者とされるアントン・ラファエル・メングス(1728-1779)の美術理論を学び、ローマの古代の美術作品を研究した。 
1780年代にパルマの美術アカデミーやボローニャで賞を得るなどし、各地の王族から多くの注文を受ける画家になった。1790年から1792年の間、ピアチェンツァで働いた後、ローマに戻り、フランス革命の後、1798年にフランス軍がローマに入るとピアチェンツァに一旦退避して、肖像画の制作をした。
1800年にピウス7世がローマ教皇に選出された後、ローマに戻り、ローマの教会の装飾やフランス政府からの依頼も受けて活動した。1812年から1827年まで、ローマのアカデミア・ディ・サン・ルカで絵画を教え、1817年から1820年の間は会長も務めた。
1820年から1824年の間、ピアチェンツァで過ごした後、ローマに戻り、両シチリア王フェルディナンド1世からの注文でナポリの教会のための作品を描いたが健康上の問題で完成したのは1828年になった。1829年にピアチェンツァに移り翌年そこで亡くなった。
ランディが教えた学生にはトンマーゾ・ミナルディ(Tommaso Minardi: 1787-1871)やジョヴァンニ・シルヴァーニ(Giovanni Silvagni:1790-1853)、カルロ・マリア・ヴィガノーニ(Carlo Maria Viganoni: 1786-1839)、ミケーレ・リドルフィ(Michele Ridolfi: 1793-1854)らがいる。

## 作品

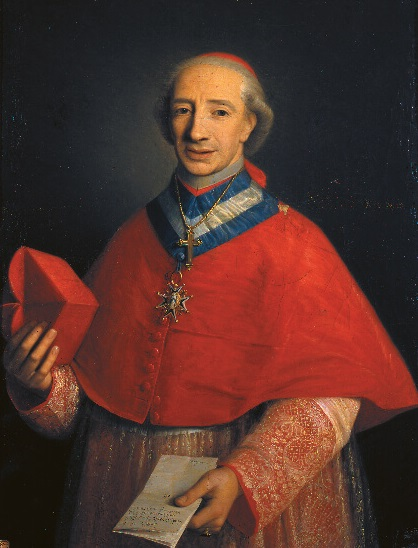
枢機卿 Giuseppe Doria Pamphili
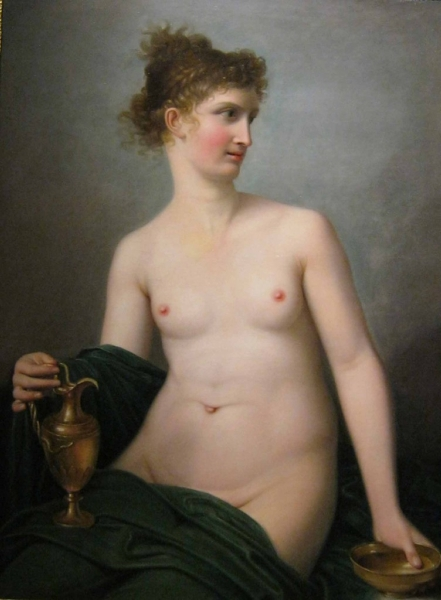
"Hebe" (1798)
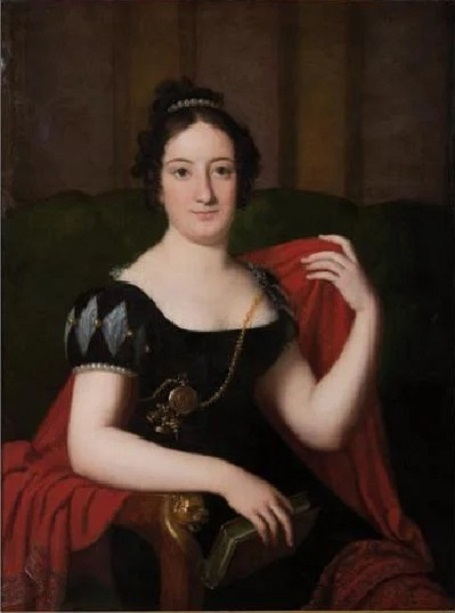
カエターニ家の令嬢の肖像画
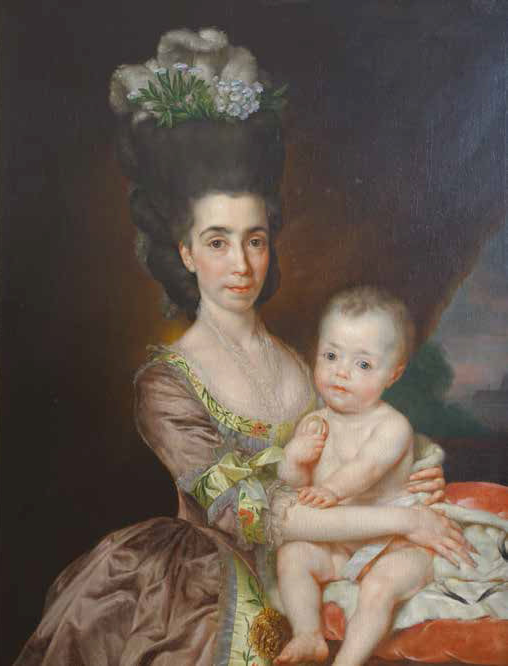
肖像画

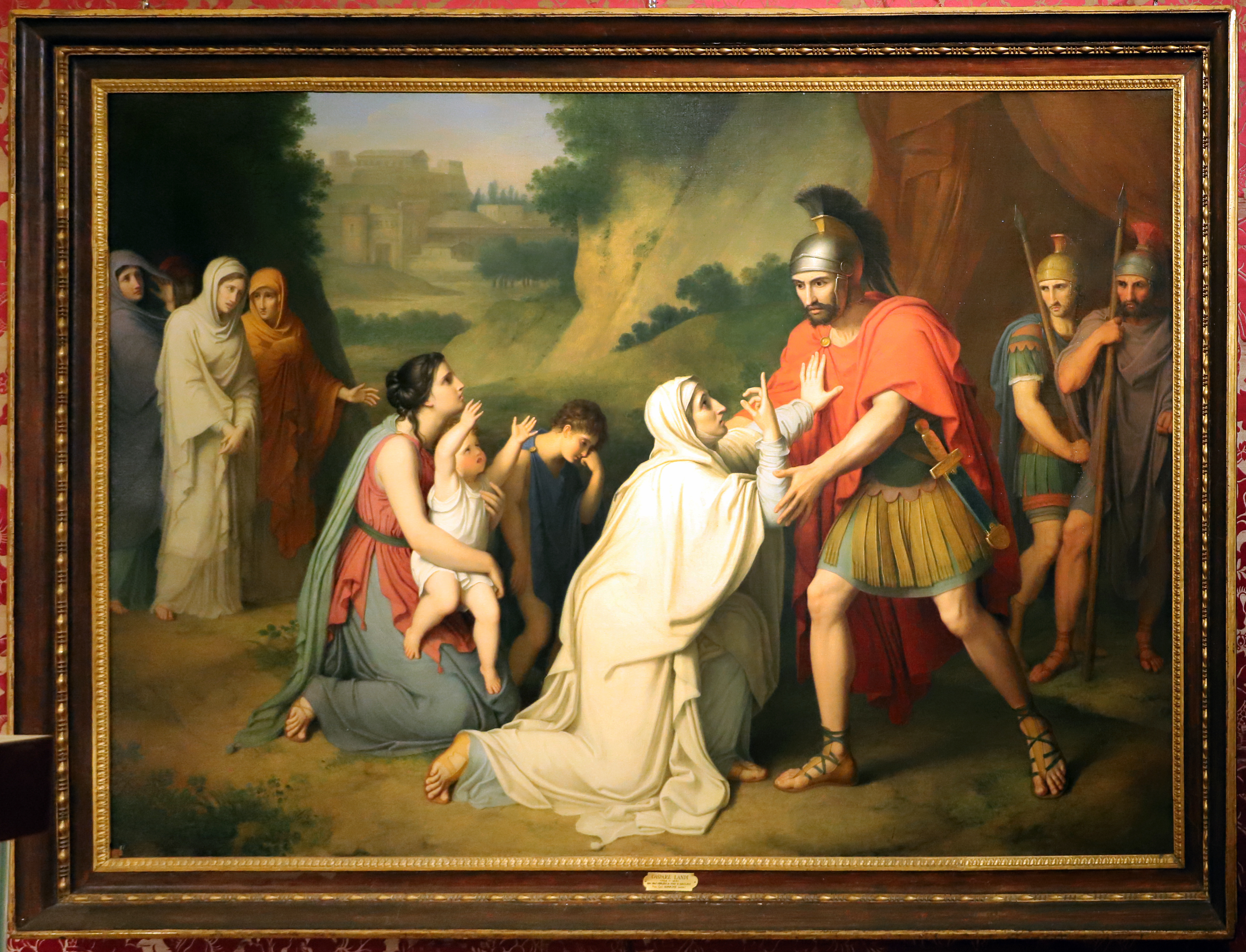
ベトリアとコリオレイナス (1819)
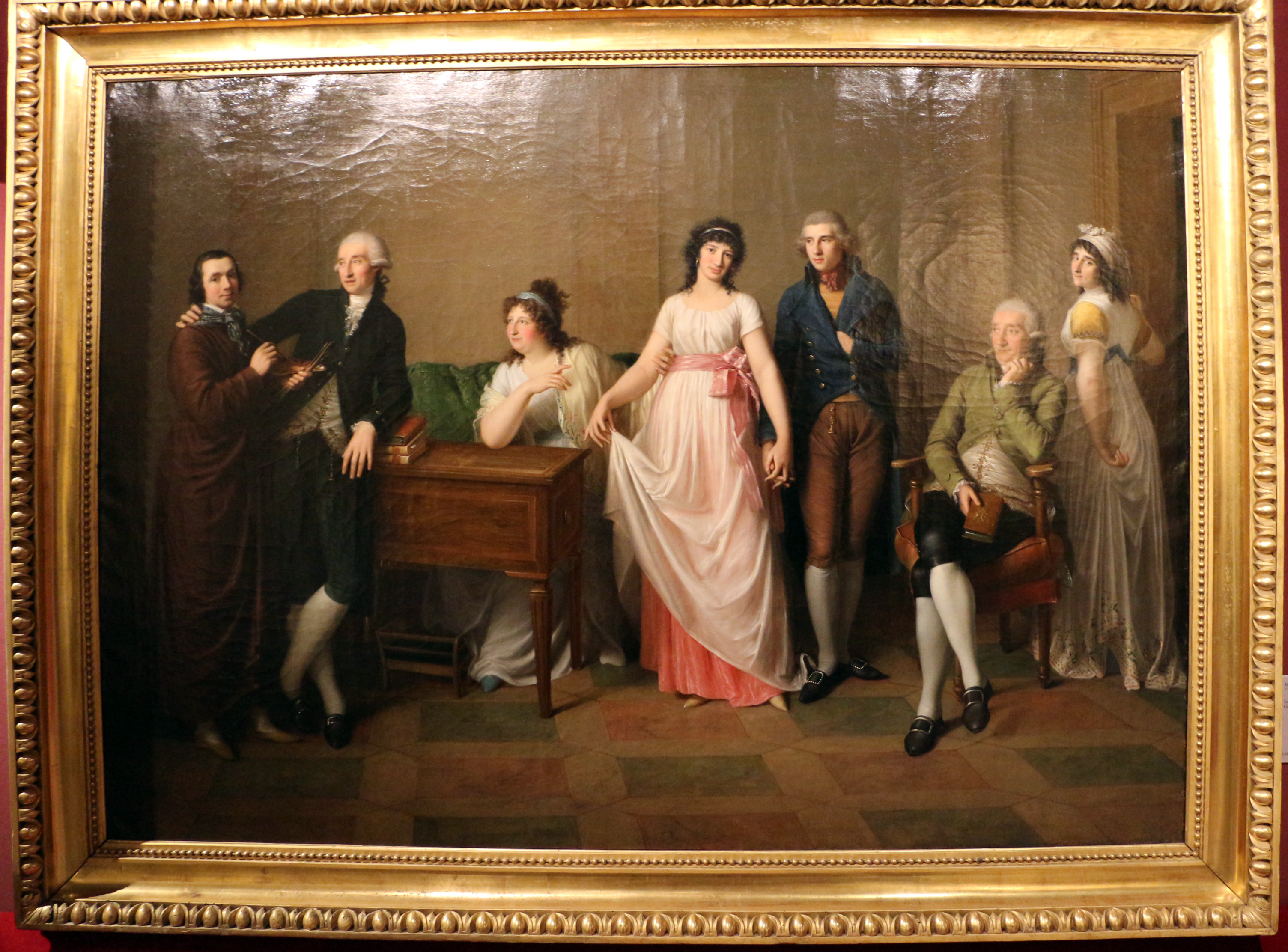
ジャンバティスタ・ランディ侯爵の家族といる自画像
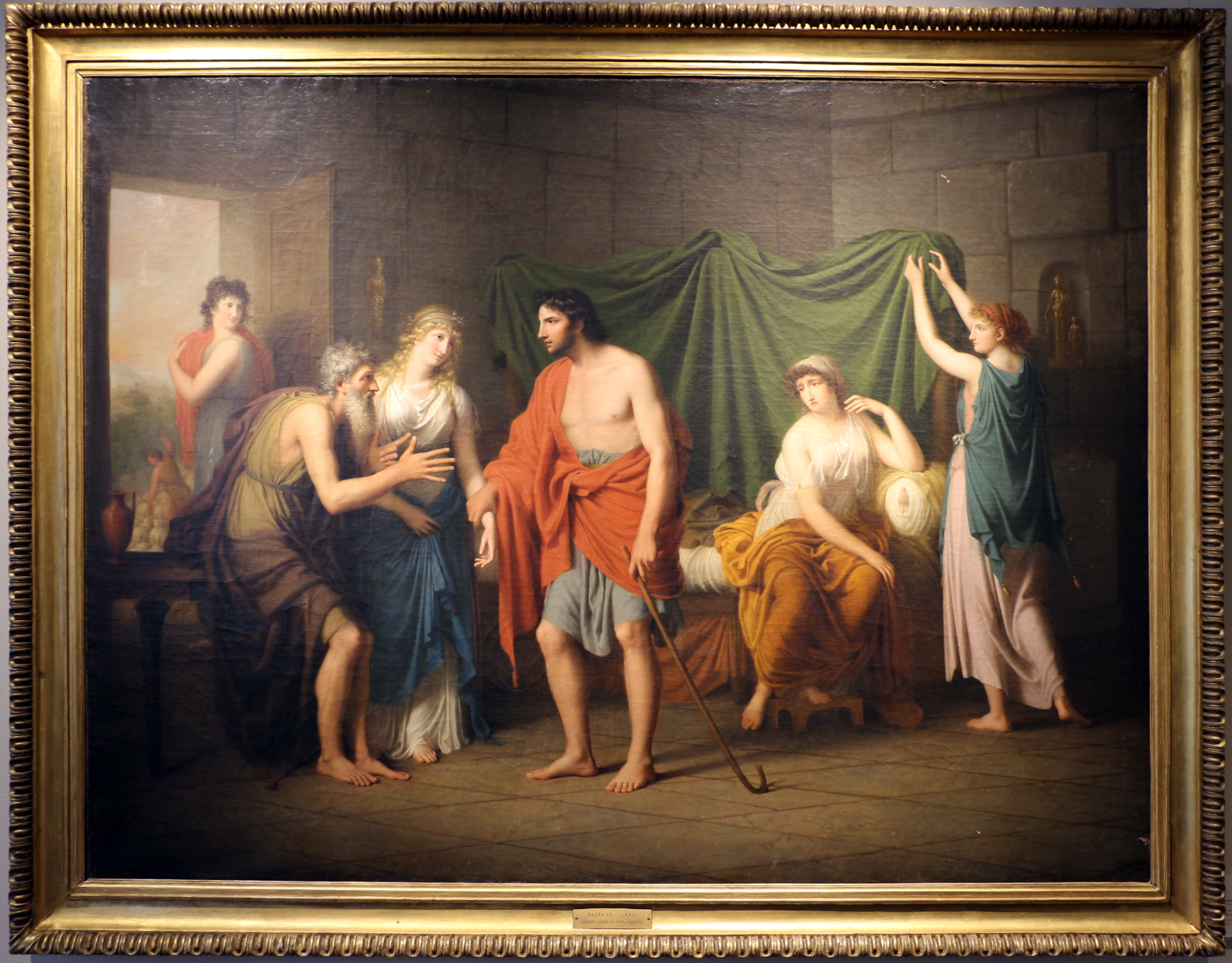
ラケルに結婚を申し込むヤコブ